# Petřiny
Petřiny – stacja linii A metra praskiego (odcinek V.A). Stacja została otwarta 6 kwietnia 2015 wraz z odcinkiem Dejvická – Nemocnice Motol, pierwszego etapu rozbudowany linii A na zachód. Znajduje się on pod ulicą Brunclíkova w dzielnicy Břevnov, w Pradze 6, obok osiedla Petřiny, z połączeniem do przystanku tramwajowego Na Petřinách.
Tunel stacji jest największą podziemną budowlą na sieci metra w Pradze. Ma 217 m długości, 16 m wysokości, 22 m szerokości i położona jest 30 m pod powierzchnią ziemi.